# Simulium merritti
Simulium merritti är en tvåvingeart som beskrevs av Adler, Currie och Wood 2004. Simulium merritti ingår i släktet Simulium och familjen knott.
Artens utbredningsområde är Utah. Inga underarter finns listade i Catalogue of Life.